# Förgjord
Förgjord – Fińska grupa założona w Pieksämäki grająca black metal, powstała w 1995 r.

## Muzycy

### Obecny skład zespołu
- Prokrustes Thanatos – wokal, perkusja
- Valgrinder – gitara basowa, gitara prowadząca
- BLK – perkusja (od 2013 r.)

### Byli członkowie zespołu
- Fullmoon – gitara basowa
- Hypnos – perkusja

## Dyskografia
- Fratres Militiae Inferi (2001, demo)
- Tie, totuus & kuolema (2002, demo)
- Henkeen ja vereen (2006, kompilacja)
- Ajasta ikuisuuteen (2008, pełny album)
- Förgjord / Musta Kappeli (2009, split)
- Sielunvihollinen (2012, pełny album)
- Förgjord / Nekrokrist SS (2014, split)
- Uhripuu (2017, pełny album)
- Mors Fennico More - Eli kuolema suomalaiseen tapaan (2018, EP)
- Ilmestykset (2019, pełny album)
- Syntiinlankeemus (2019, EP)
- Laulu kuolemasta (2020, pełny album)
- Ruumissaarna pt. II - Kuinka hiipuu liekki hulluinkin (2021, EP)
- Ruumissaarna Pt. 1 (2022, pełny album)
- Perkeleen weri (2024, pełny album)